# Himlen faller ner över hans huvud
Himlen faller ner över hans huvud (franska: Le Ciel lui tombe sur la tête) är ett seriealbum med Asterix. Albumet publicerades på franska den 22 september 2005.

## Handling
Asterix och Obelix är ute och går i skogen när de träffar på ett vildsvin som står som fastfruset vid marken. Skogen är helt tyst, inga fåglar kvittrar. Asterix anar oråd och de går tillbaka till byn där alla invånare också står stela med tom blick. Men Miraculix har klarat sig. Han förklarar att han precis hade provsmakat trolldrycken när han plötsligt kände sig stel i kroppen. Asterix hade tagit lite trolldryck innan han och Obelix gick ut i skogen för att jaga.
Plötsligt sänker sig ett rymdskepp över byn. Däri finns en rymdvarelse, Seri, med en klon med superkrafter som livvakt. Rymdvarelsen har glömt att stänga av rymdskeppets magnetfält vilket gjort att hela byn förstenats. Seri har kommit från planeten Witzladyen för att varna dem: i universum finns en grupp som kallas för Nagmerna som har hört att byn har ett hemligt vapen och själva vill ha den. Seri har därför kommit för att konfiskera detta hemliga vapen, ehuru det är okänt vad det hemliga vapnet består av.
Även det romerska lägret Lillbonum får besök från yttre rymden. En insektsliknande rymdvarelse, en av nagmerna, landar och frågar om romarna har ett hemligt vapen. Detta nekar de till men hänvisar till den lilla galliska byn. Samma märkliga rymdvarelse dyker upp när Obelix är ute och jagar vildsvin. Obelix ger honom storstryk.
Nagman landar i byn och erbjuder Asterix ett byte. Mot det hemliga vapnet kommer byn att få framtida teknologi. Asterix besvarar erbjudandet med att ge honom stryk. Från insektens rymdskepp kommer då robotar och det blir strid mellan dem och Seris robotar.
Nagman och Seri inser till slut att de är jämnstarka och kommer överens om att de ska dela på det hemliga vapnet. Miraculix får tillreda trolldryck i två kannor. När de provsmakar visar det sig dock att trolldrycken inte fungerar på utomjordingar. Nagman försöker då kidnappa Miraculix men detta sätter Seri stopp för.
Besegrad flyger nagman hemåt igen. När romarna i lägret ser detta tror de att byn är jämnad med marken och går till anfall. Hela byn sitter samlad vid en stor fest men måste lämna bordet och försvara sig mot romarna.
Innan Seri till slut lämnar byn ser han till att både byborna och romarna glömmer allt som har hänt. Byborna har dock en stor byfest där även Troubadix får vara med och sjunga.

## Övrigt
Enligt Albert Uderzo själv driver det här albumet med vissa amerikanska serier och med manga. Även om han påpekat att han inte hyser någon bitterhet mot manga som genre, så använder han nagmornas invasion som metafor för mangaseriernas kraftiga uppsving i Europa under första decenniet av 2000-talet.
- Witzladyen är ett anagram på Walt Disney.
- Seris svenska namn är hämtat från serie. Hans franska namn är Toune, vilket uttalas precis som "toon" (som i "cartoon").
- Seri liknar Musse Pigg, fast lila-färgad och med små öron. I en sekvens får han dock Musse Piggs svarta färg som en sidoeffekt av trolldrycken, vilket Asterix förklarar att den klär honom.
- Witzledyanernas superkloner är klädda i dräkter som påminner om Stålmannens, och deras ansikten påminner om Arnold Schwarzenegger. Seri berättar att de vid behov kan omklonas till spindel-superkloner eller fladdermus-superkloner.
- Seri berättar att witzledyanernas vise man heter "Hubs" – ett anagram på "Bush".
- Witzledyanernas älsklingsrätt är "varm hund" - egentligen varmkorv, som ju heter "hot dog" på engelska.
- Nagma, liksom nagmornas hemplanet Gmana, är ett anagram på "manga".
- Utseendet på nagmornas rymdfarkost är baserat på roboten Grendizer från animeserien UFO Robo Grendizer som är välkänd och mycket populär i Frankrike.
- Nagmans gyllene rustning kan vara en anspelning på de guldrustningar som bärs av hjältarna i animeserien Saint Seiya, även den populär i Frankrike.
- Nagman åkallar vid ett tillfälle den "store Akoaotaki" – ett anagram på Takao Aoki, skapare av mangaserien Beyblade.